# Jaap Boekestein
Jaap Boekestein (Naaldwijk, 8 april 1968) is een Nederlandse schrijver van sciencefiction, fantasy, horror, thrillers en kinderboeken. Pseudoniemen van Boekenstein zijn: Claudia van Arkel, Paul Quipers en andere.

## Biografie
Boekestein studeerde bedrijfseconomie aan de Erasmus Universiteit en deed de Opleiding Boekhandel en Uitgeverij aan de Frederik Muller Akademie. Na diverse baantjes bij onder meer een detectivebureau en de Tweede Kamer kwam hij te werken als redacteur bij uitgeverij Het Spectrum. Tegenwoordig werkt hij als ICT-er voor de Rijksoverheid.

## Fantasy
In 1989 debuteerde hij met een kort verhaal in het Belgische tijdschrift Survival Magazine. Later schreef hij ook verhalen met diverse co-auteurs. Zijn eerste roman werd in 1997 uitgegeven. In 2003 won hij de Paul Harland Prijs. In 2017 kreeg hij een eervolle vermelding bij de Roswell Prize en in 2019 de tweede plaats in de Bill Crider Prize for Short Fiction. Naast het schrijven vertaalde hij verhalen van en naar het Engels, stelde hij bundels samen, was uitgever van een aantal kleine sciencefiction tijdschriften en bundels. Boekestein is ook actief als illustrator en fotograaf. Tussen 1994 en 2002 organiseerde hij verhalenwedstrijden. Deze wedstrijden zijn de voorlopers van de Paul Harland Prijs. Boekestein is tevens redacteur van Holland-SF en Wonderwaan geweest. en Moord en Mysterie.
Als belangrijke invloeden op zijn schrijven noemt hij zelf de Rechter Tie boeken van Robert van Gulik, het werk van Jack Vance, Fritz Leiber, Tanith Lee en Clark Ashton Smith.

### Voor de jeugd
- 1992 De tocht van de prins en de heksendochter; Vlaamse Filmpjes nr. 1995

### Bundels voor volwassenen
- 1993 Kleurbreker en andere verhalen; Bravado Books
- 2004 De geur van menselijkheid; Babel Publications
- 2006 Demonenliefde en andere wreedheden; Attest Fantasy; onder het pseudoniem Claudia van Arkel

### Romans voor volwassenen
- 1997 Schaduwstrijd; Babel Publications
- 2000 Meesterproeve; Babel Publications
- 2010 De dood van de magiër; Books of Fantasy; ISBN 9460860109
- 2011 De geboorte van de magiër; Books of Fantasy; ISBN 9460860273
- 2014 Het ontwaken van de magiër; Schrijverspunt; ISBN 9078720395